# Iwan Mielnikow (śpiewak)
Iwan Aleksandrowicz Mielnikow (ros. Иван Александрович Мельников; ur. 21 lutego?/4 marca 1832 w Petersburgu, zm. 25 czerwca?/8 lipca 1906 tamże) – rosyjski śpiewak operowy, baryton.

## Życiorys
Jako dziecko śpiewał w chórze. Ukończył szkołę handlową (1850), następnie parał się różnymi zajęciami. W latach 1861–1866 pobierał naukę śpiewu u Gawriiła Łomakina. W 1866 roku wyjechał do Włoch, gdzie uzupełniał swoją edukację muzyczną u Pietra Repetto. Zadebiutował jako śpiewak w 1867 roku rolą Sir Ryszarda Fortha w Purytanach Vincenza Belliniego na deskach Teatru Maryjskiego w Petersburgu, z którym później związany był przez kolejne lata. Występował w operach Glinki, Borodina i Dargomyżskiego, zagrał we wszystkich poza Jolantą operach Piotra Czajkowskiego. Kreował tytułową rolę w prapremierowym przedstawieniu Borysa Godunowa Modesta  Musorgskiego (Petersburg 1874). Czajkowski zadedykował mu swoją pieśń Ja z nieju nikogda nie goworił.